# Vlag van De Haan
De vlag van De Haan werd door de gemeenteraad op 15 september 1986 officieel vastgesteld als de gemeentelijke vlag van de West-Vlaamse gemeente De Haan. Op 10 december 1986 werd hij door het Bestuur van Vlaanderen bevestigd en uiteindelijk gepubliceerd op 3 december 1987 in het officiële Belgisch Staatsblad.
Officieel wordt de vlag beschreven als:
Drie even lange banen van rood, van wit en van groen, met op de middelste baan een rood geledigd krulkruis.
De drie banen vertegenwoordigen de drie voormalige gemeenten die zijn samengevoegd tot De Haan, die allemaal het geledigd krulkruis in hun wapen hebben.

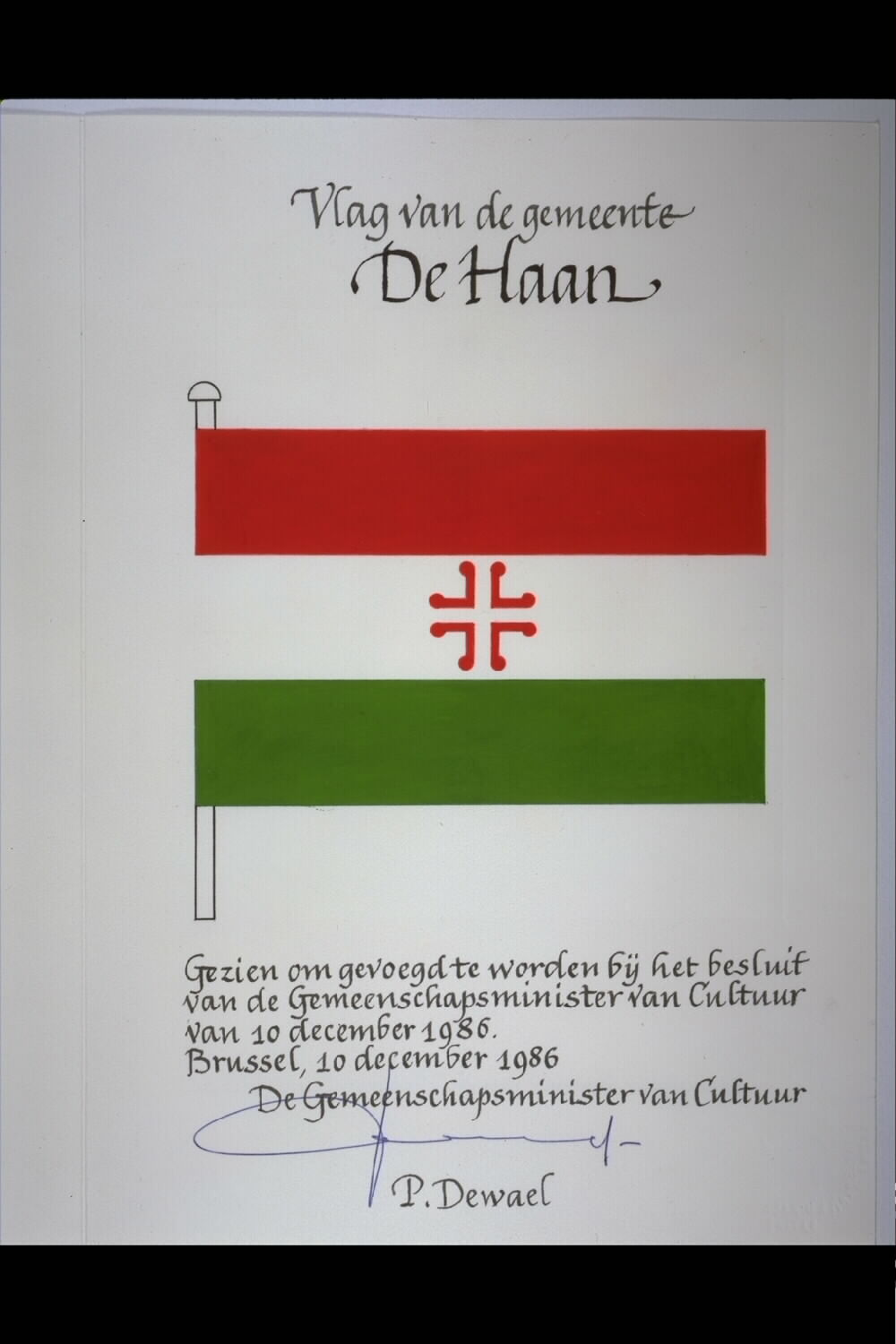
Ontwerp vlag getekend door Patrick Dewael